# Schwenckia alvaroana
Schwenckia alvaroana är en potatisväxtart som beskrevs av Benítez. Schwenckia alvaroana ingår i släktet Schwenckia och familjen potatisväxter. Inga underarter finns listade i Catalogue of Life.